# Proyecto Once Trece
Proyecto Once Trece es una organización no gubernamental (ONG) sin fines de lucro, dedicada a la prevención y tratamiento de infecciones de transmisión sexual, con especial énfasis en el VIH. Fundada en respuesta a la crisis de salud en Venezuela, la organización ha desarrollado diversos programas y proyectos para asistir a las poblaciones más vulnerables del país. Esta ONG surgió con el objetivo de proporcionar servicios de salud gratuitos y de calidad en Venezuela, brindando atención a más de 56,000 beneficiarios. La organización ha sido reconocida por su enfoque innovador y efectivo en la lucha contra el VIH/SIDA, utilizando la tecnología y la educación para mejorar la calidad de vida de las personas afectadas. Su misión principal es ofrecer asesoría, apoyo diagnóstico y terapéutico, y educación en salud para prevenir y tratar enfermedades que afectan a la población, especialmente aquellas relacionadas con la pobreza y la discriminación.
A través de su servicio médico presentan atención gratuita para infecciones de transmisión sexual y otras enfermedades, con énfasis en un entorno seguro y sin discriminación para la comunidad LGBTIQ+, comunidades indígenas, 
Además de la realización de pruebas de diagnóstico temprano de VIH de manera confidencial, gratuita y voluntaria, esta organización es la productora del festival Suena La VIHda, que combina arte, cultura y medicina para aumentar la conciencia sobre el VIH/SIDA y reducir el estigma asociado, convirtiéndose en el festival pionero de prevención en salud de Venezuela. 

## Atención en Poblaciones Indígenas
Proyecto Once Trece ha desarrollado un enfoque respetuoso y adaptado para trabajar con comunidades indígenas, reconociendo las barreras culturales y lingüísticas que enfrentan estas poblaciones. Entre las iniciativas destacan:

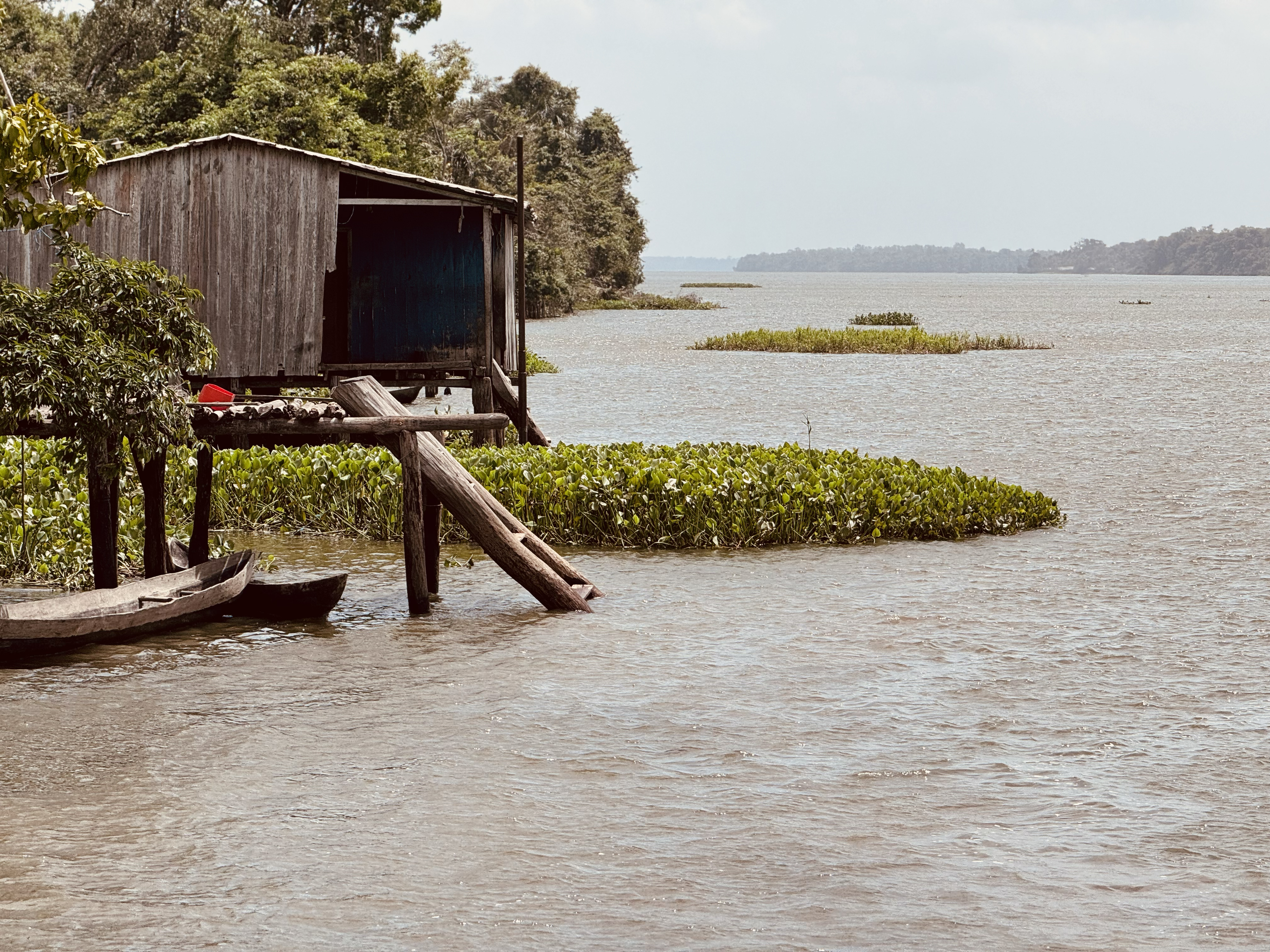
Comunidad indígena Warao en el Delta Amacuro

- Comunidades Warao: Proyecto Once Trece ha enfocado sus esfuerzos en las comunidades Warao del Delta del Orinoco, una de las poblaciones indígenas más vulnerables de Venezuela. Reconociendo las barreras culturales y lingüísticas que enfrentan estas comunidades, la organización ha adaptado sus estrategias para garantizar una intervención efectiva y respetuosa. Entre las iniciativas clave, Proyecto Once Trece ha llevado a cabo diagnósticos de VIH, revelando una alta prevalencia del virus en estas áreas. Para facilitar la comprensión y aceptación del mensaje de prevención, el lema "i=i" (indetectable = intransmisible) ha sido traducido al idioma Warao como "Minaka oreku ori Majanaka" (M=M).[2] Además de los diagnósticos, la ha desarrollado materiales educativos adaptados culturalmente para promover prácticas de salud integradas en el estilo de vida Warao. Estas actividades fortalecen la confianza y el respeto mutuo entre los profesionales de salud y los habitantes locales. Proyecto Once Trece trabaja en estrecha colaboración con líderes comunitarios y traductores para asegurar que los programas de salud sean efectivos y culturalmente sensibles, ayudando a combatir el estigma asociado con el VIH y promoviendo un ambiente de apoyo y solidaridad dentro de las comunidades Warao. [3]

## Concierto Suena La VIHda

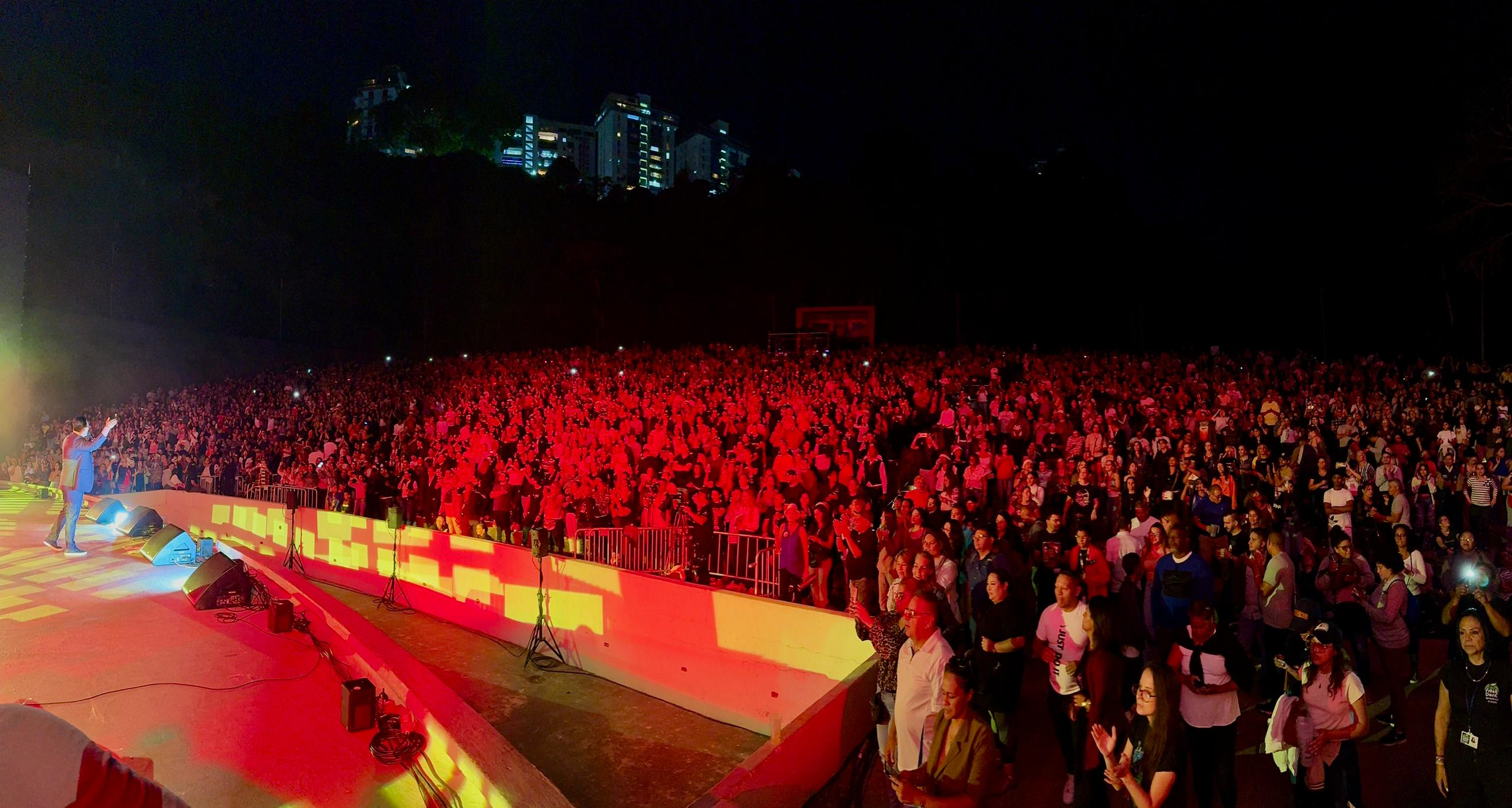
Joseph Amado durante el concierto Suena La VIHda 2023

El concierto "Suena La VIHda" es una de las iniciativas más emblemáticas de Proyecto Once Trece, fusionando arte, cultura y medicina para incrementar la conciencia sobre el VIH/SIDA en Venezuela. Este evento, que fue animado por el reconocido periodista Eduardo Rodríguez, se ha convertido desde 2021, en el festival pionero de prevención de salud, innovando en su enfoque en la prevención y educación sobre el VIH a través de la música y las artes escénicas.

### Historia y Evolución
La primera edición de "Suena La VIHda" se realizó en 2021 para conmemorar los 40 años del descubrimiento del VIH y los 30 años del fallecimiento de Freddie Mercury, figura icónica del rock británico afectada por esta enfermedad. Desde entonces, el evento ha crecido en magnitud e impacto, consolidándose como un espacio de sensibilización y lucha contra el estigma asociado al VIH/SIDA.

### Edición 2022: Rock Sinfónico con la Orquesta Sinfónica Simón Bolívar
En su segunda edición, realizada el 1 de diciembre de 2022, "Suena La VIHda 2022" continuó con su misión de sensibilización y educación sobre el VIH/SIDA, ampliando su alcance y mejorando la experiencia para los asistentes. Esta edición se llevó a cabo en la Concha Acústica de Bello Monte y tuvo como protagonista a la Orquesta Sinfónica Simón Bolívar, perteneciente al Sistema Nacional de Orquestas y Coros Juveniles e Infantiles de Venezuela. La orquesta, animada por la locutora Valeria Valle, interpretó una selección musical de los grandes intérpretes de este género musical, creando una experiencia única y memorable para todos los asistentes. 

### Edición 2023: Un Homenaje a Héctor Lavoe
En 2023, "Suena La VIHda" tuvo lugar el 30 de noviembre en la Concha Acústica de Bello Monte, en Caracas, marcando el Día Internacional de la Lucha contra el Sida. Esta edición rindió homenaje a Héctor Lavoe, una leyenda de la música salsa, en el 30º aniversario de su fallecimiento debido a complicaciones relacionadas con el SIDA. Con la participación de más de 50 músicos en el escenario, el evento incluyó actuaciones de destacadas figuras del movimiento salsero actual, como Joseph Amado, y de la orquesta Latinocaribeña del 23 de Enero del Sistema Nacional de Orquestas y Coros Juveniles e Infantiles de Venezuela.

### Impacto Social y Educativo
El festival ha sido un catalizador para la sensibilización sobre el VIH/SIDA, reuniendo a aproximadamente 7,500 personas en 2023. Su carácter gratuito y accesible subraya el compromiso de Proyecto Once Trece con la equidad en la educación y el acceso a la cultura. "Suena La VIHda" ha demostrado el poder de las artes para romper barreras de estigma y discriminación, creando un ambiente inclusivo donde se celebra la vida y la lucha contra el VIH/SIDA. El éxito del festival ha resaltado la eficacia de utilizar eventos culturales para educar a la población y fomentar la adhesión a los tratamientos. Proyecto Once Trece planea expandir este modelo a otras regiones y continuar innovando en sus estrategias de comunicación en salud, contribuyendo a cerrar las brechas de información y acceso a tratamiento en Venezuela.

## Atención a la Comunidad LGBTIQ+

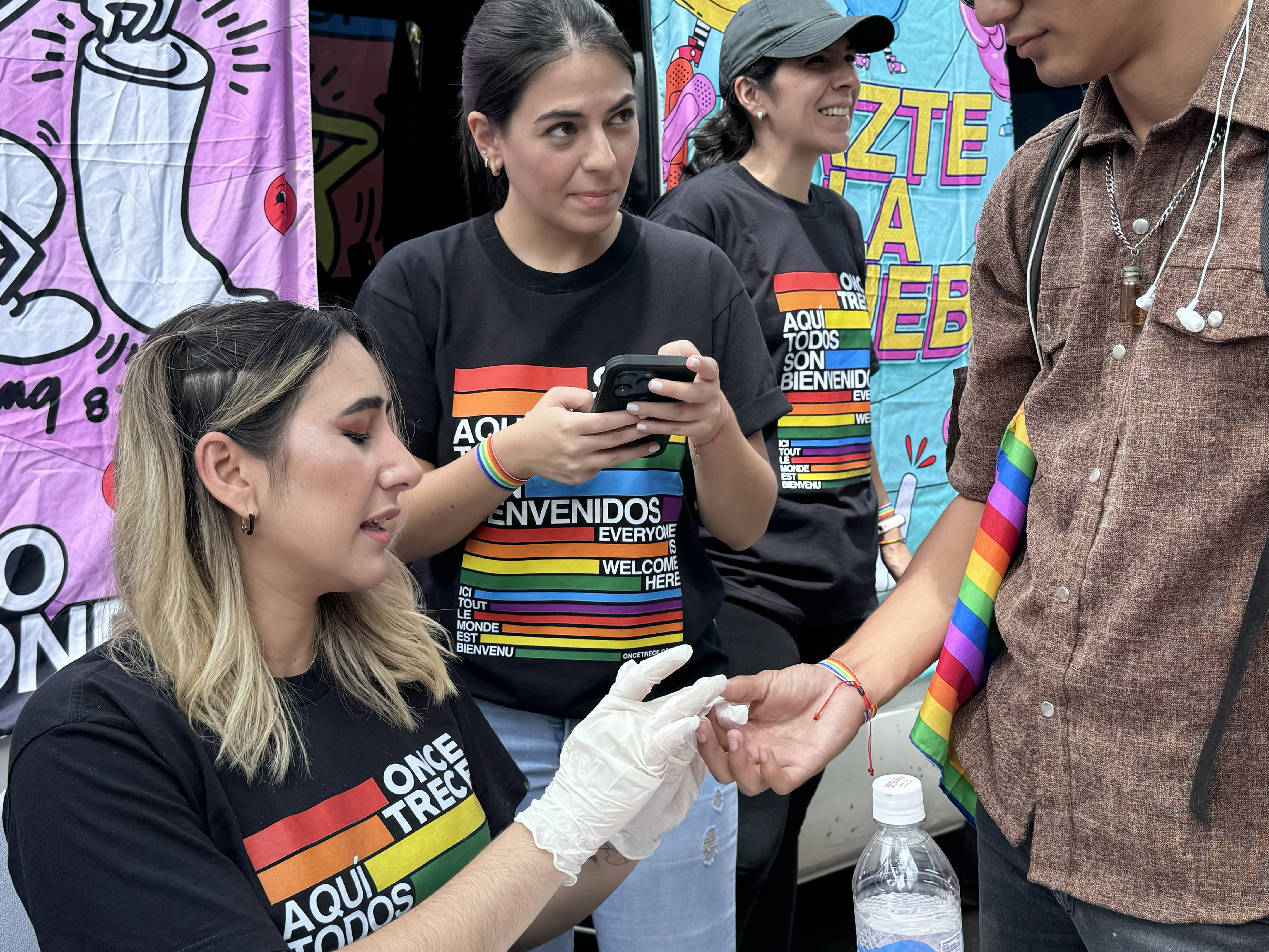
Proyecto Once Trece durante la marcha del orgullo en Caracas

Proyecto Once Trece se compromete profundamente con la comunidad LGBTIQ+, ofreciendo una variedad de servicios y programas diseñados para abordar sus necesidades específicas y combatir el estigma y la discriminación. La organización reconoce que la comunidad LGBTIQ+ enfrenta desafíos únicos, especialmente en el ámbito de la salud sexual, y ha desarrollado estrategias inclusivas para garantizar que todos los individuos reciban el respeto, la dignidad y el cuidado que merecen. 
Proyecto Once Trece participa activamente en eventos significativos como la marcha del orgullo, no solo ofreciendo pruebas de VIH y consejería en salud, sino también mostrando su apoyo a la causa LGBTIQ+. Estas participaciones son un reflejo del compromiso de la organización con la visibilidad y la igualdad, y buscan fomentar un ambiente de inclusión y respeto dentro de la comunidad. 